# Кутик-Іншушінак
Кутик-Іншушінак (д/н—2180 до н. е./2090 до н. е.) — 12-й шакканакку (цар) Еламу в 2240/2110—2180/2090 роках до н. е. Його ім'я перекладається як «Кликаючий Іншушінак». В Аккаді відомий як Пузур-Іншушінак («Той, хто оберігається Іншушінаком»). Був першим еламським правителем, від періоду царювання якого збереглося кілька написів — 12 текстах аккадською мовою, в більшості випадків присвячених різним божествам. Був останнім царем, який використовував протоеламське піктографічне лінійне письмо, ще не до кінця розшифроване вченими.

## Життєпис
Походив з Аванської династії. Син Шимбішху (Шимпіхішхука), який знаходився по жіночій лінії в родинних стосунках з попереднім царем Хітаа. За іншої гіпотези був братом останнього, а Кутик-Іншушінак відповідно небожем, втім більшістю це ставиться під сумнів. Елам в той час був підвладний Аккаду. Спочатку Кутик-Іншушінак був енсі (намісником) міста і області Аван. В інших написах титул звучить як ішшаку. З огляду на це висловлюється доволі слушна думка, що його батько Шимбішху був також енсі Авану, протистояв Хітаа, який на лежав до династії гутіїв, що захопила владу в західному та центральному Еламі. Саме Кутик-Іншушінак при підтримці аакадців повалив Хітаа.
З огляду на зростаючи небезпеку від гутіїв уклав союз з Аккадом, час цієї угоди є дискусійним: одні дослідники відносять до правління аккадського царя Нарам-Суена, а інші — Шаркалішаррі. Але ймовірно, що угода Кутик-Іншушінака з царем Нарам-Суен була продовжена за наступника. Угода не була рівноправною, першість належала Аккаду. Водночас це перша відомий міжнародний договір Еламу. В ході подальших походів Кутик-Іншушінак значно розширив кордони своєї держави.
Скориставшись атаками на Аккадську державу племен гутіїв, внаслідок чого аккадська влада в Еламі ослабла і частини військ було відкликано до Месопотамії, Кутик-Іншушінак перейшов у наступ. Решту залог Кутик-Іншушінак переміг та змусив залишити Елам. Кутик-Іншушінак завоював Аншан і зумів об'єднати більшу частину Еламу в одну державу. Це сталося за правління аккадського царя Шаркалішаррі.
Згідно збережених написів, Кутик-Іншушінак здійснював походи в гори Загроса. В одному написі повідомляється про те, що він захопив 81 місто (або місцевість), здебільшого хурритські і луллубейські поселення. Серед них перераховуються Му-Турран (близько сучасного Багдада), Шільван, Куту (країна гутіїв), Кашшая (країна касситів), Ху[му]ртум, Хухунурі (Хухнур), Кімаш (близько сучасного Кіркуку). Далі йдеться, що цар Сімаша (Симашко) «обняв його ноги», тобто визнав владу Кутик-Іншушінака.
Кутик-Іншушінак вів активну будівельну діяльність. Значно зміцнив укріплення Суз. У Сузах він побудував великий новий храм Іншушінаку. Йому також приписується (згідно напису) прориття каналу у Сидарі.
Ймовірно до кінця правління держава було ослаблена численними вторгненнями гутіїв. Можливо підтримав повстання Утухенгаля. Висловлюється думка, що сам Кутик-Іншушінак загинув у битві з царем гутїв Сарлагаба. Тому після смерті Елам було знову захоплено гутіями.